# Trofeo de la Cerámica

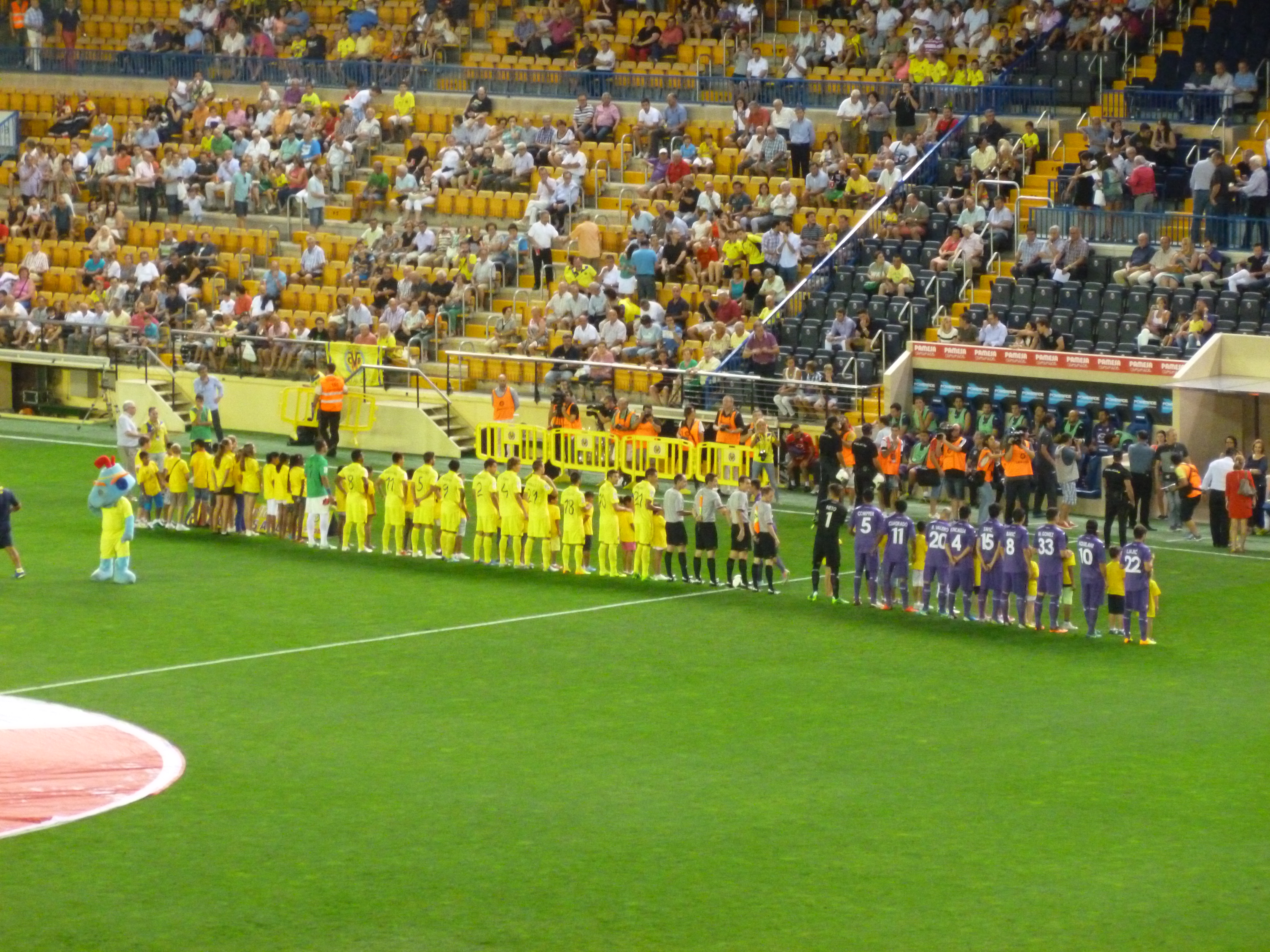
Villarreal - Fiorentina nell'estate 2013

Il Trofeo de la Cerámica è un torneo calcistico estivo a inviti che si disputa dall'anno 2000 e viene organizzato dal Villarreal, si svolge durante il mese di agosto allo stadio El Madrigal a Vila-real.
Il trofeo assume il suo nome dalla principale attività industriale della ceramica (la Plana Baixa).

## Le edizioni
2000  Villarreal 1-2  Paris Saint Germain
2001 Triangolare  Valencia -  Villarreal -  Castellon
2002  Villarreal 1-1 (5-4 dcr)  PSV Eindhoven
2003 Triangolare  Villarreal  -  Peñarol -  Castellon
2004  Villarreal  3-3 (5-6 dcr)  Levante
2005  Villarreal 2-2 (4-5 dcr)  Peñarol
2006  Villarreal 1-2  Monaco
2007  Villarreal 2-2 (4-3 dcr)  Livorno
2008  Villarreal 0-1  Udinese
2009  Villarreal 1-2  Genoa
2010  Villarreal 2-2 (6-5 dcr)  Beşiktaş
2011  Villarreal 3-1  Lazio
2012  Villarreal 2-1  Levante
2013  Villarreal 2-0  Fiorentina
2014  Villarreal 4-2  Sassuolo
2015  Sassuolo 1-1  Villarreal

## Palmarès
- 8 titoli:  Villarreal: 2002, 2003, 2007, 2010, 2011, 2012, 2013 e 2014
- 1 titolo:  Paris Saint Germain: 2000
- 1 titolo:  Valencia: 2001
- 1 titolo:  Levante: 2004
- 1 titolo:  CA Peñarol: 2005
- 1 titolo:  Monaco: 2006
- 1 titolo:  Udinese: 2008
- 1 titolo:  Genoa: 2009